# Porites evermanni
Porites evermanni is een rifkoralensoort uit de familie van de Poritidae. De wetenschappelijke naam van de soort is voor het eerst geldig gepubliceerd in 1907 door Vaughan.